# Orolestes excelsus
Orolestes excelsus är en trollsländeart som beskrevs av Fraser 1933. Orolestes excelsus ingår i släktet Orolestes och familjen glansflicksländor. Inga underarter finns listade i Catalogue of Life.